# Region Hannover
Region Hannover (německy Region Hannover) je zemský okres v německé spolkové zemi Dolní Sasko Sídlem správy zemského okresu je město Hannover. Má přibližně 1,15 milionu obyvatel. 

## Města a obce
| Města: 1. Barsinghausen 2. Burgdorf 3. Burgwedel 4. Garbsen 5. Gehrden 6. Hannover 7. Hemmingen 8. Laatzen 9. Langenhagen 10. Lehrte 11. Neustadt am Rübenberge 12. Pattensen 13. Ronnenberg 14. Seelze 15. Sehnde 16. Springe 17. Wunstorf | Obce: 1. Isernhagen 2. Uetze 3. Wedemark 4. Wennigsen (Deister) |